# Thats What They All Say
Thats What They All Say è il primo album in studio del rapper statunitense Jack Harlow, pubblicato l'11 dicembre 2020 dalla Generation Now e Atlantic.

## Tracce
1. Rendezvous – 1:53
2. Face of My City (feat. Lil Baby) – 2:03
3. 21C/Delta – 3:34
4. Funny Seeing You Here – 2:34
5. Way Out (feat. Big Sean) – 2:48
6. Already Best Friends (feat. Chris Brown) – 3:17
7. Keep It Light – 3:23
8. Creme – 2:36
9. Same Guy (feat. Adam Levine) – 2:44
10. Route 66 (feat. EST Gee) – 2:33
11. Tyler Herro – 2:36
12. Luv Is Dro (feat. Static Major e Bryson Tiller) – 2:57
13. Whats Poppin – 2:19
14. Baxter Avenue – 3:27
15. Whats Poppin (feat. DaBaby, Tory Lanez e Lil Wayne) (Remix) – 3:47

## Successo commerciale
Negli Stati Uniti l'album ha debuttato al 5º posto della Billboard 200, segnando la prima top ten del rapper. Nel corso della settimana ha totalizzato 51 000 unità equivalenti, di cui 2 000 sono copie pure, 48 000 sono stream-equivalent units risultanti da 66,21 milioni di riproduzioni in streaming dei brani e 1 000 sono track-equivalent units risultanti da 10 000 vendite digitali delle singole tracce.

## Classifiche

### Classifiche settimanali
| Classifica (2020-22) | Posizione massima |
| -------------------- | ----------------- |
| Australia            | 36                |
| Belgio (Fiandre)     | 136               |
| Canada               | 7                 |
| Irlanda              | 48                |
| Norvegia             | 39                |
| Nuova Zelanda        | 18                |
| Paesi Bassi          | 38                |
| Regno Unito          | 73                |
| Stati Uniti          | 5                 |

### Classifiche di fine anno
| Classifica (2021) | Posizione |
| ----------------- | --------- |
| Australia         | 93        |
| Canada            | 37        |
| Nuova Zelanda     | 35        |
| Stati Uniti       | 51        |
| Classifica (2022) | Posizione |
| Nuova Zelanda     | 35        |